# Sojuz MS-09
Sojuz MS-09 (ryska: Союз МС-09) är en flygning i det ryska rymdprogrammet, till Internationella rymdstationen (ISS). Farkosten skötas upp med en Sojuz-FG-raket, från Kosmodromen i Bajkonur den 6 juni 2018. Farkosten dockade med rymdstationens Rassvet-modul den 8 juni.
Flygningen transporterade Sergej Prokopjev, Alexander Gerst och Serena Auñón-Chancellor till rymdstationen. Alla tre är del av Expedition 56 och 57.
Farkosten lämnade rymdstationen den 20 december 2018. Några timmar senare återinträdde den i jordens atmosfär och landade i Kazakstan.
I och med att farkosten lämnade rymdstationen så var Expedition 57 avslutad.

## Läcka
I slutet av augusti 2018 överskreds gränsvärdet för läckage av atmosfären ombord på ISS. Läckan lokaliserades till ett hål i Sojuz MS-09s omloppsmodul. Hålet var snabbt tätat. Vad som orsakat läckan kunde inte omedelbart fastslås. Men det spekuleras i allt från materialfel till rymdskrot eller micrometeorite. Det visade sig snart att hålet var gjort med ett borr.
Den 11 december genomförde Sergej Prokopjev och Oleg Kononenko en rymdpromenad för att undersöka skadan från utsidan och ta prov på det material som användes för att täta hålet

## Besättning
| Befälhavare    | Sergej Prokopjev, RSA Hans första rymdfärd Expedition 56 / 57           |
| Flygingenjör 1 | Alexander Gerst, ESA Hans andra rymdfärd Expedition 56 / 57             |
| Flygingenjör 2 | Serena Auñón-Chancellor, NASA Hennes första rymdfärd Expedition 56 / 57 |

## Reservbesättning
| Befälhavare    | Oleg Kononenko, RSA      |
| Flygingenjör 1 | David Saint-Jacques, CSA |
| Flygingenjör 2 | Anne C. McClain, NASA    |